# Inpro
Inpro S.A. – polskie przedsiębiorstwo deweloperskie założone w 1987 roku w Kartuzach. Jeden z największych deweloperów działających na trójmiejskim rynku nieruchomości. Spółka notowana jest na Giełdzie Papierów Wartościowych w Warszawie od 17 lutego 2011 roku. Dzięki środkom pozyskanym z emisji akcji firma nabyła udziały w spółce Domesta. Obecnie siedziba spółki znajduje się w Gdańsku-Oliwie.
W skład grupy kapitałowej wchodzą: Inpro S.A, inBet Sp. z o.o., Dom Zdrojowy Sp. z o.o., Przedsiębiorstwo Budowlane DOMESTA Sp. z o.o., Hotel Mikołajki Sp. z o.o., Przedsiębiorstwo Instalacyjne ISA Sp. z o.o., SML Sp. z o.o.
Spółka jest członkiem Polskiego Związku Firm Deweloperskich.
Działalność Inpro skupia się głównie na rynku trójmiejskim. W swojej ofercie ma przede wszystkim apartamenty i mieszkania o podwyższonym standardzie oraz domy jednorodzinne. Spółka realizuje także inwestycje komercyjne, takie jak hotele apartamentowe i biurowce oraz świadczy usługi budowlane – obejmuje również produkcję prefabrykatów budowlanych realizowaną przez spółkę zależną inBet oraz montaż instalacji sanitarnych wewnętrznych przez spółkę zależną ISA. Od początku istnienia firmy Spółka zrealizowała ponad 75 inwestycji i oddała do użytku ponad 7 500 tys. lokali.

## Zrealizowane inwestycje[6]

### Mieszkania
- Andersa (Sopot)
- Osiedle Chipolbrok (Sopot)
- Osiedle Gdańsk-Zaspa (Gdańsk)
- Osiedle Kolonia Jordana (Gdańsk)
- Osiedle Chrobrego (Gdańsk)
- Atrium (Gdynia)
- Osiedle na Wzgórzu (Gdynia Fikakowo)
- Osiedle nad Potokiem (Gdynia Orłowo)
- Osiedle Myśliwskie (Gdańsk Morena)
- Osiedle Młyniec (Gdańsk Zaspa)
- Osiedle Trzy Dęby (Gdańsk Morena)
- Osiedle Nowiec (Gdańsk Matemblewo)
- Osiedle Hynka (Gdańsk Zaspa)
- Arkońska (Gdańsk Oliwa)
- Osiedle Skłodowskiej (Gdynia Grabówek)
- Brętowska Brama (Gdańsk Wrzeszcz)
- Wieża Leszka Białego (Gdańsk Żabianka)
- Trzy Żagle (Gdańsk Przymorze)
- Osiedle Wróbla Staw Mieszkania I (Gdańsk Jasień)
- Osiedle Jabłoniowa (Gdańsk Jasień)
- City Park (Gdańsk Zaspa)
- Chmielna Park (Gdańsk Wyspa Spichrzów)
- Czwarty Żagiel (Gdańsk Przymorze)
- Osiedle Wróbla Staw Mieszkania II (Gdańsk Jasień)
- Kwartał Uniwersytecki (Gdańsk Przymorze)
- Harmonia Oliwska (Gdańsk Oliwa)
- Osiedle Optima (Gdańsk Jasień)
- Debiut (Pruszcz Gdański)
- Azymut (Gdynia Mały Kack)
- Start (Gdańsk Kokoszki)
- Brawo (Pruszcz Gdański)
- Ostoja (Rumia)
- Koncept (Gdańsk Ujeścisko-Łostowice)
- Rytm (Gdańsk Matarnia)

### Domy
- Golf Park (Tuchom)
- Wróbla Staw Domy (Gdańsk Jasień)

### Apartamenty
- Kamienica Karlikowska (Sopot)
- Kamienica Nadmorska (Jastarnia)
- Willa Halina (Sopot)
- Kamienna Góra (Gdynia)
- Kamienica Sopocka (Sopot)
- Kamienica Orłowska (Gdynia)
- Willa Krystyna (Sopot)
- Dworki Oliwskie (Gdańsk)
- Willa Maria (Sopot)
- Zabytkowa (Gdańsk Wrzeszcz)
- Kwartał Kamienic (Główne Miasto Gdańsk)
- Mikołajki Apartamenty (Mikołajki)

### Aparthotele i hotele
- Hotel SPA Dom Zdrojowy **** (Jastarnia)
- Hotel Oliwski *** (Gdańsk Oliwa)
- Hotel Mikołajki ***** (Mazury)

### Biurowce
- Polski Rejestr Statków (Gdańsk)
- Dom Prasy (Gdańsk)
- Biurowiec Hynka (Gdańsk Zaspa)

### Budynki użyteczności publicznej (budowa/ renowacja)
- Szkoła Podstawowa nr 8 (Gdańsk-Chełm)
- Uniwersytet Gdański
- Hala Olivia (Gdańsk)
- Hala Sportowa AWF (Gdańsk)
- Audytorium Novum Politechnika Gdańska
- Hala Sportowa (Mosty)
- Rada Miasta Gdańsk (były Klub Studentów ŻAK Gdańsk)
- Akademia Marynarki Wojennej w Gdyni
- Gmach Główny oraz Biblioteka Politechnika Gdańska

### Inne
- Zakład Chemiczny Żelkotu (Miszewo)
- Siedlisko Ekologicznej Farmy (Małkowo k/Żukowa)

## Nagrody i wyróżnienia
- 2024 Wizjery'24 - wyróżnienie osiedla Koncept w kategorii najlepsza inwestycja z udogodnieniami dla mieszkańców
- 2016 Pomorska Nagroda Jakości
- 2015 Chmielna Park – Najciekawsza inwestycja mieszkaniowa 2015 roku według czytelników portalu Trojmiasto.pl – 2. miejsce
- 2015 Najlepsze stoisko i obsługa targowa podczas Targów Mieszkaniowych Amber EXPO – 1. miejsce
- 2014 Gepard Biznesu
- 2013 Najlepsze stoisko i obsługa targowa podczas Targów Mieszkaniowych Amber EXPO – 3. miejsce
- 2013 Gazela Biznesu
- 2012 Przyjazny Wystawca – Targi Mieszkaniowe ERGO Arena w Gdańsku
- 2011 Budowlana Firma Roku
- 2011 1. miejsce dla realizacji inwestycji Kwartał Kamienic w konkursie „Buduj bezpiecznie”
- 2011 Mieszkaniowa Marka Roku – 2. miejsce w kategorii Najbardziej rozpoznawalna firma deweloperska na rynku trójmiejskim
- 2009 3. miejsce w konkursie „Bezpieczna budowa” organizowanym przez Państwową Inspekcję Pracy
- 2009 Najlepsze Stoisko Handlowe – Targi Mieszkaniowe Nowy Adres
- 2009 Diamenty Forbesa 2009 – 6. miejsce w rankingu
- 2008 6. pozycja w ogólnopolskim rankingu deweloperów przygotowanym przez Manager Magazin (Polska)
- 2007 wyróżnienie podczas XI Gdańskich Targów Turystycznych w kategorii Inwestycja Turystyczna dla Hotelu Oliwskiego ***
- 2007 Najlepsza Gdyńska Inwestycja – Osiedle Skłodowska